# Domart-sur-la-Luce
Domart-sur-la-Luce ist eine französische Gemeinde mit 404 Einwohnern (Stand 1. Januar 2022) im Département Somme in der Region Hauts-de-France. Sie gehört zum Arrondissement  Montdidier und zum Kanton  Moreuil. Der Ort liegt am Fluss Luce, einem rechten Nebenfluss der Avre.
Nachbargemeinden von Domart-sur-la-Luce sind Cachy im Norden, Hangard im Nordosten, Démuin im Osten, Villers-aux-Érables im Südosten, Thennes im Süden, Berteaucourt les Thennes im Westen und Gentelles im Nordwesten.

## Bevölkerungsentwicklung
| Jahr      | 1962 | 1968 | 1975 | 1982 | 1990 | 1999 | 2007 |
| Einwohner | 241  | 264  | 261  | 338  | 375  | 422  | 425  |